# Thái tử sâm
Pseudostellaria heterophylla là loài thực vật có hoa thuộc họ Cẩm chướng. Loài này được (Miq.) Pax miêu tả khoa học đầu tiên năm 1934.